# تونی شلی
آنتونی «تونی» لیونل شِلی (انگلیسی: Anthony "Tony" Lionel Shelly؛ زادهٔ ۲ فوریهٔ ۱۹۳۷، درگذشتهٔ ۴ اکتبر ۱۹۹۸) رانندهٔ مسابقات اتومبیل‌رانی اهل نیوزیلند بود که در فصل ۱۹۶۲ در مجموع در سه گراند پری از مسابقات جهانی فرمول یک شرکت کرد، اما موفق به کسب هیچ امتیازی نشد.
شلی در ۴ اکتبر ۱۹۹۸ درگذشت.